# Edilene Andrade
Edilene Aparecida Andrade (Ipatinga, 14 de março de 1971) é uma judoca brasileira da categoria pesados (acima de 72 quilos). Em Ipatinga atuou pelo clube USIPA, que também revelou para o judô talentos como Rogério dos Santos e Gleyson Ribeiro Alves.
Foi hexacampeã sul-americana e conquistou duas medalhas em Jogos Pan-americanos, sendo uma de bronze em Havana, em 1991, e outra de prata em Mar del Plata, em 1995.
Disputou ainda os Jogos Olímpicos de Barcelona em 1992, mas sem obter medalhas.